# Peter Bürger (Publizist)
Peter Bürger (* 2. September 1961 in Eslohe, Westfalen) ist ein deutscher, in der Friedensbewegung engagierter, linkskatholischer Publizist und sauerländischer Mundartforscher.

## Leben
Sein Abitur legte Peter Bürger 1980 am Gymnasium der Abtei Königsmünster in Meschede ab. Nach dem Zivildienst folgte ein Studium der Katholischen Theologie in Bonn, Paderborn und Tübingen. Seit 1988 lebt er in Düsseldorf, wo er sich als Krankenpfleger ausbilden ließ. Danach folgten Anstellungen in Krankenhäusern (Psychiatrie, Infektionsstation), in Bereichen der psychosozialen Begleitung von HIV-Betroffenen und Drogenkonsumenten sowie in der AIDS-Prävention. 1998 wurde er Mitinitiator eines ökumenischen Bündnisses für die Rechte von Menschen auf der Straße. Seit 2004 ist er als freiberuflicher Publizist tätig.

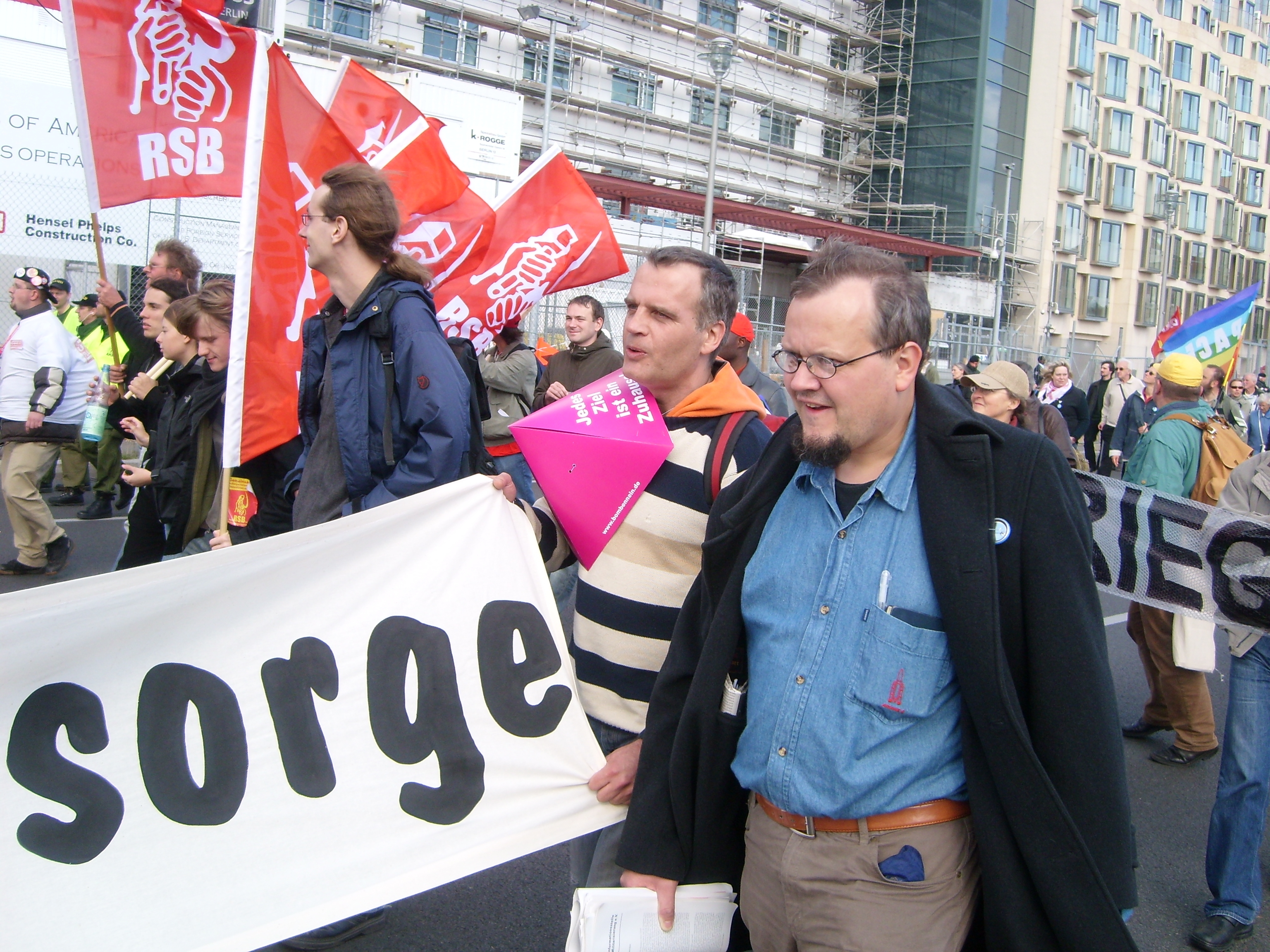
Peter Bürger in Berlin auf einer Friedensdemonstration 2007 gegen den Afghanistan-Krieg, im Vordergrund links – mit dem Transparentende „(Kriegsgräbervor-)sorge“ in den Händen, rechts neben ihm neben ihm Tobias Pflüger

Bürger ist seit dem 18. Lebensjahr aktiver Pazifist und Mitglied bei Pax Christi, dem Internationalen Versöhnungsbund und der DFG-VK. Für seine Studie „Kino der Angst“ wurde er 2006 mit dem Bertha-von-Suttner-Preis in der Kategorie „Film & Medien“ ausgezeichnet.
2002 kehrte Bürger, beeindruckt vom Friedensengagement Johannes Paul II., in die römisch-katholische Kirche zurück, nachdem er mehr als zwölf Jahre der altkatholischen Gemeinde Düsseldorf angehört hatte. Zu seinen Kernanliegen gehört es, religiöse Erfahrung, Frömmigkeit und politische Theologie zusammenzubringen.

## Südwestfälische Mundartforschung
Bürger hat 1988 ein Mundartarchiv am Maschinen- und Heimatmuseum Eslohe mitbegründet und die Herausgabe einer Werkausgabe der Mundartlyrikerin Christine Koch initiiert. Für das Archiv publiziert er derzeit eine – auf vier Bände angelegte – Reihe zur Erschließung der gesamten Mundartliteratur im Sauerland und in südwestfälischen Nachbargebieten. Sein Hauptaugenmerk gilt dabei der Kultur der kleinen Leute. Kritisch wendet er sich auch in seinen Publikationen über Heimatbewegung und Plattdeutsch gegen eine euphemistische Geschichtsschreibung. Am 15. September 2010 hat der Kulturausschuss des Landschaftsverbandes Westfalen-Lippe beschlossen, Peter Bürger aufgrund seiner „überaus wertvollen Beiträge zur westfälischen Landes- und Mundartkunde“ den Förderpreis für Westfälische Landeskunde zu verleihen.
2014 wurde Bürger mit dem Johannes-Sass-Preis ausgezeichnet, 2016 bekam er den Rottendorf-Preis für Verdienste um die niederdeutsche Sprache.

## Publikationen
- Liäwensbauk – Erkundungen zu Leben und Werk (= Christine Koch-Werke, Ergänzungsband). Fredeburg 1993, ISBN 3-930271-02-8.
- Das Lied der Liebe kennt viele Melodien. Eine befreite Sicht der homosexuellen Liebe. Oberursel 2001. Zweite erweiterte Auflage. 2005, ISBN 3-88095-111-X.
- Napalm am Morgen. Vietnam und der kritische Kriegsfilm aus Hollywood. Düsseldorf 2004, ISBN 3-9807400-5-6 (Volltext als PDF).
- Kino der Angst. Terror, Krieg und Staatskunst aus Hollywood. Stuttgart 2005. Zweite erweiterte Neuauflage. 2007, ISBN 978-3-89657-472-5.
- Hiroshima, der Krieg und die Christen. Düsseldorf 2005 (Volltext als PDF).
- Aaanewenge – Leuteleben und plattdeutsches Leutegut im Sauerland. Mit einem Geleitwort von Hubertus Halbfas. Maschinen- und Heimatmuseum, Eslohe 2006, ISBN 3-00-020224-2.
- Bildermaschine für den Krieg. Das Kino und die Militarisierung der Weltgesellschaft. Telepolis-Buch, Hannover 2007, ISBN 978-3-936931-45-7.
- Strunzerdal. Die sauerländische Mundartliteratur des 19. Jahrhunderts und ihre Klassiker Friedrich Wilhelm Grimme und Joseph Pape. Maschinen- und Heimatmuseum, Eslohe 2007, ISBN 978-3-00-022809-4
- Pro Judaeis. Die römisch-katholische Kirche und der Abgrund des 20. Jahrhunderts. 2. Internetauflage. Düsseldorf 2009 (PDF; 1,2 MB).
- Die fromme Revolte – Katholiken brechen auf. Oberursel 2009, ISBN 978-3-88095-191-4.
- Im reypen Koren. Ein Nachschlagewerk zu Mundartautoren, Sprachzeugnissen und plattdeutschen Unternehmungen im Sauerland und in angrenzenden Gebieten. Maschinen- und Heimatmuseum, Eslohe 2010.
- Liäwensläup. Fortschreibung der sauerländischen Mundartliteraturgeschichte bis zum Ende des Ersten Weltkrieges. Eslohe 2012, ISBN 978-3-00-039144-6.
- Plattdeutsche Kriegsdichtung aus Westfalen 1914–1918. Karl Prümer – Hermann Wette – Karl Wagenfeld – Augustin Wibbelt. Eslohe 2012 (PDF).
- Der völkische Flügel der sauerländischen Heimatbewegung. Über Josefa Berens-Totenohl, Georg Nellius, Lorenz Pieper und Maria Kahle – zugleich ein Beitrag zur Straßennamen-Debatte. Eslohe 2013 (PDF).
- Friedenslandschaft Sauerland (= edition Leutekirche 1). Norderstedt 2016 (PDF).
- Sauerländer im Widerstand. Botschafter des Lebens und Märtyrer 1933–1945 (= daunlots. internetbeiträge des christine-koch-mundartarchivs am museum eslohe. nr. 78). Eslohe 2016 (Sauerländische Botschafter des Lebens und Märtyrer 1933–1945).
- Sauerländische Friedensboten. Friedensarbeiter, Antifaschisten und Märtyrer des kurkölnischen Sauerlandes. Norderstedt 2016, ISBN 978-3-7431-2852-1.
- als Hrsg.: Irmgard Rode (1911–1989). Dokumentation über eine Linkskatholikin und Pazifistin des Sauerlandes (= edition Leutekirche 2). Norderstedt 2016
- u. a.: Sauerländische Lebenszeugen. Friedensarbeiter, Antifaschisten und Märtyrer des kurkölnischen Sauerlandes, 2 Bde. Eslohe 2016/2018, ISBN 978-3-7431-2852-1 und ISBN 978-3-7460-9683-4.
- als Hrsg.: „Es droht eine schwarze Wolke“. Katholische Kirche und Zweiter Weltkrieg. Bremen 2018.
- mit Rainer Schmid, Thomas Nauerth, Matthias-W. Engelke (Hrsg.): Im Sold der Schlächter – Texte zur Militärseelsorge im Hitlerkrieg (= Edition pace, Bd. 6). Norderstedt 2019.
- mit Rainer Schmid, Thomas Nauerth, Matthias-W. Engelke (Hrsg.): Die Seelen rüsten – Zur Kritik der staatskirchlichen Militärseelsorge (= Edition pace, Bd. 8). Norderstedt 2019.
- Hilferufe des Militärbischofs. Zu „Sigurd Rink: Können Kriege gerecht sein? Glaube, Zweifel, Gewissen – Wie ich als Militärbischof nach Antworten suche. Unter Mitarbeit von Uta Rüenauver. Berlin: Ullstein 2019“. Digitaler Sonderdruck. Düsseldorf, 15. August 2019.